# همام حمودي
همام باقر حمودي ولد في 1 يوليو 1956 بغداد، الكرادة الشرقية، سياسي عراقي، عضو في مجلس النواب العراقي يمثل التحالف الوطني العراقي، وهو رئيس المجلس الأعلى الإسلامي العراقي ، النائب الأول لرئيس البرلمان العراقي المنتخب في عام 2014 

## التحصيل الدراسي
- بكالوريوس في علم النفس 1971-1975 ، كلية الاداب، جامعة بغداد.
- ماجستير في علم النفس 1978 ، كلية التربية، جامعة بغداد

## دوره في صياغة الدستور العراقي
وكان همام حمودي رئيس اللجنة التي صاغت الدستور العراقي في عام 2005.
همام حمودي كان مدافعاً عن الفيدرالية

## مناصب شغلها
| المنصب                                | السنة         |
| ------------------------------------- | ------------- |
| عضو المجلس الوطني العراقي المؤقت      | 2004          |
| رئيس اللجنة التي صاغت الدستور العراقي | 2005-2006     |
| رئيس الجنة مراجعة الدستور             | 2007-إلى الان |
| رئيس لجنة الثلاثة الرجل               | 2006          |
| رئيس لجنة العلاقات البرلمانية         | 2006 إلى 2018 |